# الجنون فنون (مسرحية)
مسرحية الجنون فنون كتابة عبد الرحمن الضويحي وإخراج خالد عبد الله الصقعبي وقد قدمت في 10 أكتوبر 1965م وظلت تعرض 21 ليلة.

## فكرة المسرحية
فكرة المسرحية تدور حول الأدعياء والتمرد الخاوي من أي مضمون فالأبن العاق مبارك (عبد الله خريبط) يتمرد على ما يسرت أمه أم مبارك (مريم الغضبان) له من فرص الكسب، وينتحل شخصية محام، وينكشف أمره أمام المحكمة بالطبع ويساق إلى السجن.

## الممثلون
- عبد العزيز النمش
- مريم الغضبان
- إبراهيم الصلال
- جاسم النبهان
- أحمد الصالح
- عبد الرحمن الضويحي
- عبد الله خريبط
- عبد العزيز المسعود
- مريم الصالح

## طاقم العمل
- إخراج | خالد عبد الله الصقعبي
- مساعد مخرج | عبد الله خريبط

## وصلات خارجية
المسرحية كاملة على يوتيوب